# Манджиев, Нимгир Манджиевич
Нимги́р Манджи́евич Манджи́ев (калм. Манҗин Нимгир, 1905 г., хотон Цекерта, Уланхольский улус (ныне — Черноземельский район, Калмыкия), Астраханская губерния, Российская империя — март 1936 г., Ялта, СССР) — калмыцкий писатель, поэт, драматург. Наряду с Харти Кануковым считается одним из основоположников современной калмыцкой литературы.

## Биография
Нимгир Манджиев родился в 1905 году в бедной семье. До Октябрьской революции закончил улусную начальную школу. После потери отца Нимгир работал пастухом и на рыболовных промыслах. В 1920 году вступил в конный отряд и окончил военные курсы. С 1921 года в течение двух лет обучался в Астраханской партийной школе, одновременно посещал курсы по агрономии при Астраханском губернском земельном управлении. В 1923 году Нимгир Манджиев поступил на рабфак Ленинградского сельскохозяйственного института, обучение в котором он был вынужден оставить по состоянию здоровья. Вернувшись в Калмыкию, работал комсомольским работником в местном обкоме комсомола. В мае 1925 года был избран членом Астраханского губкома РКСМ. В это же время Нимгир Манджиев стал участвовать в работе литературного кружка, который собирался при редакции калмыцкой газеты «Таңhчин зəңг». Участники этого кружка Аксен Сусеев и Хасыр Сян-Белгин впоследствии стали первыми членами Калмыцкой Ассоциации пролетарских писателей.
В октябре 1927 года Манджиев был назначен заместителем главного редактора газеты «Красная степь» и её приложения «Тангчин зянг».
В 1930 году поступил в Саратовский филиал института красной профессуры, где стал изучать социально-экономические науки и в это же время одновременно был заведующим Калмыцким отделением Нижне-Волжского коммунистического университета имени В. И. Ленина.
В октябре 1934 года Нимгир Манджиев был назначен редактором журнала «Мана келн» и в ноябре этого же года — директором научно-исследовательского института культуры.
В начале 1935 года началась политическая травля писателя. 17 апреля 1935 года в газете «Ленинский путь» была издана статья анонимного автора «Кривое зеркало», в котором осуждалась повесть Нимгира Манджиева «Советчик бедных Красный Манджи». На I съезде писателей Калмыкии, который состоялся в 1935 году, было осуждено творчество Нимгира Манджиева:

«Крупнейшим политическим недостатком в его творчестве, впоследствии вылившимся в определённую систему националистических ошибок, является то, что он свои художественные произведения отрывает от существующего общественного строя. Нив одном произведении Манджиева не отражена роль диктатуры пролетариата и руководство нашей партии».

Летом 1936 года Нимгир Манджиев выехал на лечение в Крым, где умер в Ялте.

## Творчество
Нимгир Манджиев писал в основном на калмыцком языке.
В 1927 году в соавторстве с Э. Отхоновым опубликовал отдельными книжками многоактные пьесы «Мууhин сүл, сәәни түрүн» («Конец плохого — начало хорошего»), «Өмн hарсан чикнәс — хөө урhсн өвр үлдг» («Позже появившиеся рога длиннее раньше выросших ушей»).
В 1928 году в журнале «Мана келн» («Наш язык») Нимгир Манджиев издал пьесу «Дорджиев Улан».
В 1929 году выпустил сборник своих рассказов «hашута үнн» («Горькая правда»).
В 1930 году издал поэму «Пятиконечная звезда».
В 1933 году в Сталинграде вышло в свет сатирическое произведение «Уршугта Улан Манҗ» («Вездесущий Красный Манджи») на калмыцком языке, русский перевод был опубликован в «Сборнике калмыцкой литературы» в 1934 году.
В 1936 году вышла книга о колхозной жизни «Рассказ о колхозе».

## Источник
- Джимгиров М. Э. Писатели Советской Калмыкии. Биобиблиографический справочник. — Элиста, 1966. — стр. 134—138
- Церенов В., Нимгир Манджиев: Творческая биография. — Элиста, 2005. — ISBN 5-94587-061-7